# Slimminge
Slimminge – miasto w Danii, w regionie Zelandia, w gminie Køge.